# TV3 (Catalonië)
TV3 is de belangrijkste televisiezender van de Catalaanse publieke uitzendgroep Televisió de Catalunya, een dochtermaatschappij van de CCMA. TV3 zendt alleen programma's uit in het Catalaans, hoewel sommige buitenlandse series en films ook in de oorspronkelijke taal te beluisteren zijn.

## Geschiedenis
TV3 begon de eerste testprogramma's op 11 september 1983, de Catalaanse nationale feestdag. Een paar maanden later, op 16 januari 1984, werd pas een start gemaakt met de doorlopende uitzendingen. TV3 was de eerste televisiezender waar het Catalaans als enige taal in de uitzendingen werd gebruikt. In 1985 breidde TV3 uit naar Andorra, Noord-Catalonië, de Balearen en de Valenciaanse Gemeenschap, eveneens gebieden waar Catalaans gesproken wordt. Een jaar later werd het nieuwe hoofdkantoor geopend in Sant Joan Despí, in de buurt van Barcelona.
In 1988 begon TV3 een decentralisatieproces, waarbij eerst programma's werden aangeboden in het Aranees voor de Val d'Aran. Een jaar later werden er dependances geopend in Tarragona, Girona en Lleida en creëerde men de Telenoticies Comarques, een regionaal nieuwsprogramma dat tegelijkertijd in vier edities werd uitgezonden, een voor elk van de vier Catalaanse provincies.
In 1995 lanceerde Televisió de Catalunya de zogenoemde TVCi, een satellietkanaal dat een selectie van TV3-programma's uitzendt via de Astra- en Hispasat-satellieten. Sinds juni 2009 heet dit kanaal TV3CAT.
Sinds 2002 worden programma's uitgezonden via het digitale televisiesysteem. TV3 introduceerde bovendien een aantal jaren geleden voor sommige programma's het breedbeeldformaat en begon op 23 april 2007 ook een HDTV-testkanaal.

## Programmering
TV3 is de bestbekeken televisiezender in Catalonië. Het programma met de hoogste kijkcijfers is het dagelijks nieuwsprogramma Telenotícies, wat geldt voor zowel de uitzending van 14.30 uur als die van 21.00 uur. Deze uitzendingen worden tegelijkertijd eveneens uitgezonden op 3/24, het kanaal van TVC waarop onafgebroken nieuws wordt uitgezonden.
Andere nieuwsuitzendingen zijn Entre línies, een programma over maatschappelijke onderwerpen dat sinds 1998 elke maandag te zien is, en 30 minuts, het langstlopende wekelijkse nieuwsprogramma van de zender (sinds 1984). Beide programma's hebben meerdere prijzen gewonnen.
Volgens het jaarlijks rapport van de Consell de l'Audiovisual de Catalunya in 2006 vinden Catalanen TV3 de meest onpartijdige zender op politiek gebied, de zender die het beste informeert en de zender met de beste familie- en sportprogramma's. Volgens dit rapport is de zender ook de eerste keuze van het publiek wanneer het gaat om amusement en de zender met de beste programma's in het algemeen.
De huidige programmering van TV3 omvat informatieve programma's, zowel dagelijks (Telenotícies) als wekelijks (Entre línies, 30 minuts, Sense ficció), zelfgeproduceerde programma's (Ventdelplà, Infidels), buitenlandse nagesynchroniseerde series (zoals Commissaris Rex, Mysterious Ways, Huff), ochtend- en praatprogramma's (Els Matins, El Club), humoristische programma's (Polònia, Cracòvia), culinaire programma's (Cuines), sportprogramma's (Temps d'aventura, Gol a gol), spelprogramma's (Bocamoll), maar ook films en sportevenementen, zoals wedstrijden uit de Primera División en Formule 1-races.

## Kritiek
Sinds het referendum betreffende de hervorming van het Statuut van Autonomie van Catalonië, inclusief de Catalaanse parlementsverkiezingen in 2006 en de gemeenteraadsverkiezingen in juni 2007, hebben TV3-journalisten (en veel andere Catalaanse journalisten) kritiek geuit op de regels die werden gehanteerd tijdens de campagne aangaande de uitzendtijd voor elke politieke partij. De partijen met de meeste zetels mochten als eerste uitzenden en hoe meer zetels, hoe meer uitzendtijd ze kregen. De journalisten bekritiseerden deze niet-objectieve en onprofessionele criteria.

## Beeldmerk
TV3 heeft in 26 jaar tijd drie verschillende logo's gekend. Het eerste bestond uit het woord "TV3", met de drie uitgevoerd in de kleuren van de Catalaanse vlag: rood en geel. In 1993 werd het logo om functionele en strategische redenen veranderd. In het nieuwe logo, ontworpen door Josep M. Trias, was het woord "TV" weggelaten en kwam de nadruk te liggen op de drie, voorafgegaan door een driehoek samengesteld uit vier lijnen die eveneens de Catalaanse vlag voorstelden. Het huidige logo kwam tot stand in 2005 en laat het cijfer drie nog meer in het oog springen.

## La Marató de TV3
Sinds 1992 organiseert TV3 elk jaar La Marató, een telethon waarmee geld wordt opgehaald ten behoeve van wetenschappelijk onderzoek naar vooralsnog ongeneeslijke ziekten. Het geld wordt beheerd door de in 1996 opgerichte Fundació La Marató de TV3 (TV3 Marathon Foundation). La Marató de TV3 is de grootste telethon van Spanje.
De jaarlijkse telethon heeft in het teken gestaan van de volgende ziekten:
- Leukemie (1992: € 1.230.128)
- Syndroom van Down (1993: € 2.352.669)
- Kanker (1994: € 3.035.331 en 2004: € 8.622.000)
- Hart- en vaatziekten (1995: € 2.040.443 en 2007: € 6.031.309[8]
- Neurologische ziekten (1996: € 4.107.795)
- Erfelijke aandoeningen (1997: € 4.172.090)
- Diabetes (1998: € 3.945.421)
- Orgaantransplantatie (1999: € 4.685.110)
- Psychische aandoeningen (2000: € 4.511.808)
- Aids (2001: € 4.653.496)
- Chronische ontstekingen (2002: € 4.518.315)
- Chronische ademhalingsziekten (2003: € 4.279.265)
- Alzheimer (2005: € 7.145.000)
- Chronische pijn (2006: € 6.485.338)
- Hart- en vaatziekten (2007: € 7.885.378)
- Zware psychische aandoeningen (2008: € 6.972.341)
- Zeldzame ziekten (2009: € 5.516.492)
- Niet-aangeboren ruggenmerg- en hersenletsel (2010: € 7.385.625)
- Orgaan-en weefseltransplantatie (2011: € 8.931.418)
- Armoede en sociale uitsluiting (2012: € 4.030.085)
- Kanker (2012: 1€ 2.387.634)
- Neurodegeneratie (2013: € 11.848.986)
- Hart- en vaatziekten (2014: € 11.403.593)
- Obesitas en diabetes (2015: € 9.469.226)
- Beroerte, ruggenmergaandoeningen en traumatisch hersenletsel (2016: € 11.384.148)
- Infectieziekten (2017: € 9.758.075)
- Kanker (2018: € 15.068.252)
- Zeldzame ziekten (2019: € 9.404.256, voorlopig bedrag)